# Damages
Damages ou Dommages et Intérêts au Québec (Damages) est une série télévisée américaine créée par Todd A. Kessler, Glenn Kessler, Daniel Zelman en 39 épisodes de 42 minutes diffusés entre le 24 juillet 2007 et le 19 avril 2010 sur FX, puis en vingt épisodes de 55 minutes diffusés entre le 13 juillet 2011 et le 12 septembre 2012 sur Audience Network de DirecTV.
En France, la série est diffusée depuis le 28 février 2008 sur Canal+, depuis le 27 janvier 2009 sur Paris Première et depuis le 7 juillet 2009 sur M6 ; au Québec depuis le 12 novembre 2008 sur Mystère/AddikTV et rediffusée en clair depuis le 21 janvier 2009 sur le réseau TVA et en Suisse depuis le 1er février 2009 sur la TSR.

## Synopsis
Ellen Parsons est une jeune et brillante avocate new-yorkaise. À la fin de ses études, elle est embauchée dans le plus célèbre cabinet de la ville, celui de Patty Hewes, une avocate aux dents longues à laquelle aucune affaire ne semble résister.
La série s'inspire des affaires financières retentissantes de l'actualité américaine.

## Distribution

### Acteurs principaux
- Glenn Close (VF : Évelyn Séléna) : Patricia « Patty » C. Hewes
- Rose Byrne (VF : Chantal Macé) : Ellen Parsons
- Ted Danson (VF : Gérard Rinaldi) : Arthur Frobisher (saisons 1 à 3)
- Noah Bean (VF : Damien Ferrette) : David Connor (saison 1, invité dans les saisons 2, 4 et 5)
- Tate Donovan (VF : Constantin Pappas) : Tom Shayes (saisons 1 à 3)
- Željko Ivanek (VF : Hervé Bellon) : Raymond « Ray » Fiske (saison 1, invité dans les saisons 2 et 3)
- Anastasia Griffith (VF : Laurence Sacquet) : Katherine « Katie » Connor (saisons 1 et 2)
- Marcia Gay Harden (VF : Véronique Augereau) : Claire Maddox (saison 2)
- Timothy Olyphant (VF : Jean-Pierre Michaël) : Wes Krulik (saison 2, invité dans la saison 3)
- William Hurt (VF : Féodor Atkine) : Daniel Purcell (saison 2)
- Campbell Scott (VF : Sébastien Desjours) : Joseph Tobin Jr. (saison 3)
- Martin Short (VF : Bernard Bollet) : Leonard Winstone (saison 3)
- Dylan Baker (VF : Jean-François Vlérick) : Gerald « Jerry » Boorman (saison 4)
- John Goodman (VF : Jacques Frantz) : Howard Erickson (saison 4)
- Ryan Phillippe (VF : Damien Witecka) : Channing McClaren (saison 5)

### Acteurs récurrents
- Peter Facinelli (VF : Cédric Dumond) : Gregory Malina (saison 1)
- Michael Nouri (VF : Guy Chapellier) : Phil Grey (saisons 1 à 4)
- Robin Thomas (en) (VF : Pierre Dourlens) : Martin Cutler (saison 1)
- Philip Bosco (VF : Michel Ruhl) : Hollis N. Nye (saisons 1 et 2, 11 épisodes)
- Tom Aldredge (VF : Jean-Pierre Rigaux) : Peter "Oncle Pete" McKee (saisons 1 et 2, 12 épisodes)
- Mario Van Peebles (VF : Pascal Légitimus) : Agent Randall Harrison (saisons 1 et 2, 11 épisodes)
- Zachary Booth (VF : Julien Bouanich) : Michael Hewes (saisons 1 à 5)
- Lily Tomlin (VF : Pascale Jacquemont) : Marilyn Tobin (saison 3)
- Reiko Aylesworth (VF : Charlotte Marin) : Rachel Tobin (saison 3)
- Mädchen Amick (VF : Anne Rondeleux) : Danielle Marchetti (saison 3)
- Keith Carradine (VF : Christian Cloarec) : Julian Decker (saison 3)
- Len Cariou (VF : Jean-Pierre Gernez) : Louis Tobin (saison 3)
- Vanessa Ray (VF : Marie-Eugénie Maréchal) :Tessa Marchetti (saison 3, 6 épisodes)
- Chris Messina (VF : Nessym Guetat) : Chris Sanchez (saisons 4 et 5)
- Judd Hirsch (VF : Jean-Pierre Moulin) : William « Bill » Herndon (saisons 4 et 5)
- Li Jun Li (VF : Adeline Chetail) : Maggie Huang (saisons 4 et 5, 12 épisodes)
- Jenna Elfman (VF : Anne Massoteau) : Naomi Walling (saison 5)
- Janet McTeer (VF : Déborah Perret) : Kate Franklin (saison 5)
- John Hannah (VF : Georges Caudron) : Rutger Simon (saison 5)

Version française
- Société de doublage : Dubbing Brothers[5]
- Direction artistique : Georges Caudron[5]
- Adaptation : Sébastien Michel et Catherine Valduriez[5]
- Enregistrement et mixage : Benoît Joly[5]

Source VF : Doublage Séries Database

## Production
Le projet Kessler/Zelman (sans titre) a reçu une commande de pilote en septembre 2006 qui sera réalisé par Allen Coulter.
Le casting principal débute en décembre, avec Glenn Close, Rose Byrne, Tate Donovan et Željko Ivanek, Noah Bean et Ted Danson.
Le 3 avril 2007, FX commande treize épisodes de la série, sous son titre actuel. En juin, Peter Facinelli décroche un rôle récurrent.
Le 12 novembre 2007, FX renouvelle la série pour deux saisons.
En juin 2008, William Hurt et Timothy Olyphant décrochent chacun un rôle principal pour la deuxième saison.
À la suite des mauvais résultats d'audience de la troisième saison, FX a décidé de suspendre la production.
Après de multiples spéculations et rebondissements, c'est finalement la chaîne américaine Audience Network de l'opérateur de service de télévision par satellite DirecTV qui a assuré la production et la diffusion de la quatrième saison, puis de la cinquième saison.

## Épisodes

### Première saison (2007)
1. Plus dure sera la chute (Get Me a Lawyer)
2. Témoin à charge (Jesus, Mary and Joe Cocker)
3. Le Fils prodigue (And My Paralyzing Fear of Death)
4. Le Chaînon manquant (Tastes Like a Ho Ho)
5. Cavalier seul (A Regular Earl Anthony)
6. Dîner avec le diable (She Spat at Me)
7. Sous surveillance (We Are Not Animals)
8. Nouvelle donne (Blame the Victim)
9. Regrets (Do You Regret What We Did?)
10. À cran (Sort of Like a Family)
11. Échec et Mat (I Hate These People)
12. Sans limite (There's No 'We' Anymore)
13. Comme un miroir (Because I Know Patty)

### Deuxième saison (2009)
Elle a été diffusée à partir du 7 janvier 2009.
1. Le Pardon ou la vengeance (I Lied, Too)
2. Sous protection (Burn It, Shred It, I Don't Care)
3. L'Agent polluant (I Knew Your Pig)
4. Volte-face (Hey ! Mr Pibb)
5. La Fusion (I Agree, It Wasn't Funny)
6. Diffamation (A Pretty Girl in a Leotard)
7. Le Prix de la loyauté (New York Sucks)
8. Rédemption (They Had to Tweeze That Out of My Kidney)
9. La Théorie du complot (You Got Your Prom Date Pregnant)
10. Confidences (Uh Oh, Out Come the Skeletons)
11. Séparation des pouvoirs (London. Of Course.)
12. Corruption (Look What He Dug Up This Time)
13. Toute la vérité (Trust Me)

### Troisième saison (2010)
Elle a été diffusée à partir du 25 janvier 2010 sur FX.
1. L'Affaire Tobin (Your Secrets Are Safe)
2. Cas de conscience (The Dog Is Happier Without Her)
3. Dommage collatéral (Flight's at 11:08)
4. Être ou ne pas être (Don't Throw That at the Chickens)
5. Bon anniversaire, Patty (It's Not My Birthday)
6. Merci monsieur Zedeck (Don't Forget to Thank Mr Zedeck)
7. Paradis fiscal (You Haven't Replaced Me)
8. Un homme nouveau (I Look Like Frankenstein)
9. L'Envers du décor (Drive it Through Hardcore)
10. Mensonges et Trahison (Tell Me I'm Not Racist)
11. Trouble passé (All That Crap About Your Family)
12. Rupture d’équilibre (You Were His Little Monkey)
13. Fin de règne (The Next One's Gonna Go in Your Throat)

### Quatrième saison (2011)
Elle a été diffusée à partir du 13 juillet 2011 sur Audience Network.
1. Dommages de guerre (There's Only One Way to Try a Case)
2. Ingratitudes (I've Done Way Too Much for This Girl)
3. Manque de loyauté (I'd Prefer My Old Office)
4. Paix sur la terre (Next One's on Me, Blondie)
5. L'Effet d'une bombe (We'll Just Have to Find Another Way to Cut the Balls Off of This Thing)
6. Tous les moyens sont bons (Add That Little Hopper to Your Stew)
7. En quête de révélations (I'm Worried About My Dog)
8. De l'utilité de la guerre (The War Will Go On Forever)
9. Convoitises (There's a Whole Slew of Ladies with Bad Things to Say About the Taliban)
10. La Victoire à tout prix (Failure Is Lonely)

### Cinquième saison (2012)
Elle a été diffusée à partir du 11 juillet 2012.
1. Parsons contre Hewes (You Want to End This Once and for All?)
2. Paranoïa (Have You Met the Eel Yet?)
3. Déposition décisive (Failure Is Failure)
4. Samouraï Seven (I Love You, Mommy)
5. Incompétences (There's Something Wrong with Me)
6. Accords et désaccords (I Need to Win)
7. Avis de tempête (The Storm's Moving In)
8. L'Origine de la haine (I'm Afraid of What I'll Find)
9. Le Traitre (I Like Your Chair)
10. Tous comptes faits (But You Don't Do That Anymore)

## Univers de la série

### Personnages
- Patricia "Patty" Hewes : Patty Hewes est une avocate de renommée mondiale, au caractère froid et calculateur. Son approche impitoyable et son habileté à manipuler ses adversaires en font une figure dominante dans le monde juridique de la série. Malgré son succès, elle souffre d'une solitude émotionnelle qu'elle cache derrière son masque de leader implacable. Son évolution au fil des saisons montre les compromis et les sacrifices qu'elle fait pour maintenir son pouvoir [21].
- Ellen Parsons : Ellen est l'archétype de l'avocate ambitieuse, désireuse de réussir dans le monde complexe et impitoyable des grands cabinets juridiques. Au début de la série, elle semble la protégée de Patty, mais au fil du temps, elle devient plus autonome, développant une conscience morale plus aiguisée. Ellen traverse plusieurs épreuves personnelles et professionnelles, mettant à l'épreuve ses principes et ses relations avec les autres personnages. Son parcours est marqué par une tension constante entre sa son ambition et sa morale, tension exacerbée par sa relation avec Patty Hewes.
- Tom Shayes : Tom est un fidèle associé de Patty depuis près de dix ans. C'est un avocat dévoué et pragmatique qui occupe une place importante dans le cabinet de Patty. Tom est fidèle et fiable, mais ses valeurs sont mises à l’épreuve par les méthodes parfois douteuses de Patty. Il fait face à des dilemmes éthiques et son personnage évolue de manière significative[22].

- Arthur Frobisher : Arthur Frobisher est un magnat de la finance accusé de délit d’initiés, et devient le principal adversaire de Patty dans la première saison. Sa personnalité complexe va au-delà de celle du simple méchant, ce qui rend sa défense plus nuancée dans les saisons suivantes. Frobisher est un personnage profondément ambivalent, à la fois victime de son propre ego et manipulateur impénitent. À mesure que les événements se déroulent, il semble à la fois désespéré et calculateur, rendant sa trajectoire difficile à prédire.
- Ray Fiske : Ray Fiske est l’avocat principal d'Arthur Frobisher, jouant un rôle crucial dans la défense de son client. Il est  souvent impliqué dans des décisions difficiles qui remettent en question sa propre éthique. Fiske est à la fois un adversaire et un allié complexe de Patty. Son propre cheminement de conscience ajoute de la profondeur à la série, en particulier dans le cadre des luttes juridiques acharnées qui se jouent autour de Frobisher.

- David Connor : Davis est le fiancé d’Ellen, un personnage qui apporte une stabilité émotionnelle dans la vie de cette dernière. Médecin de profession, David est un homme calme et réfléchi, et sa relation avec Ellen devient un pilier dans les premières saisons. Cependant, leur relation est mise à l’épreuve par les nombreux secrets et manipulations qui entourent Ellen.
- Michael Hewes : Michael est le fils de Patty. La relation entre lui et sa mère est marquée par des conflits familiaux intenses et des incompréhensions profondes. Tout au long des cinq saisons, son personnage devient plus indépendant, cherchant à se forger une identité distincte de celle de sa mère. Michael incarne un contraste avec Patty, en étant plus sensible et moins enclin à manipuler son entourage. Sa présence au sein de la série ajoute une dimension émotionnelle et humaine aux intrigues.
- Phil Grey : Phil est le mari de Patty Hewes, un homme d’affaires prospère. Bien que moins exposé dans le monde juridique que Patty, son rôle dans la série est central pour comprendre les tensions et les sacrifices dans la vie personnelle de Patty. Phil représente une stabilité extérieure, mais sa relation avec Patty est marquée par des non-dits et des frustrations, ce qui alimente une dynamique familiale en dehors du cabinet. À travers lui, on explore les aspects plus intimes et humains de la vie de Patty.

## Audiences
En France le 28 février 2008, Canal+ a retenu l'attention de près de 700 000 abonnés pour le lancement de la série sur son antenne.

## Distinctions

### Récompenses
- Australian Film Institute 2007 : Prix international de la meilleure actrice pour Rose Byrne
- Golden Globe Award 2008 : Meilleure actrice dans une série télévisée dramatique pour Glenn Close
- Writers Guild of America 2008 : Meilleure nouvelle série
- Emmy Award 2008 : Meilleure actrice dans une série dramatique pour Glenn Close et Meilleur acteur dans un second rôle dans une série dramatique pour Zeljko Ivanek
- Emmy Award 2009 : Meilleure actrice dans une série dramatique pour Glenn Close

### Nominations
- Golden Globes : Meilleure série télévisée dramatique
- Golden Globes : Meilleure actrice pour un second rôle dans une série télévisée pour Rose Byrne
- Golden Globes : Meilleur acteur pour un second rôle dans une série télévisée pour Ted Danson
- Satellite Awards : Meilleure actrice dans une série télévisée dramatique pour Glenn Close
- Screen Actors Guild Awards : Meilleure actrice dans une série télévisée dramatique pour Glenn Close
- 2010 : Golden Globe du meilleur acteur dans un second rôle dans une série, une mini-série ou un téléfilm pour William Hurt
- 2013 : Golden Globe de la meilleure actrice dans une série télévisée dramatique pour Glenn Close

## Commentaires
- Tous les épisodes ont pour titre une réplique que prononce l'un des personnages durant l'épisode.
- À l'intérieur d'un épisode, la majeure partie est consacrée à ce qui s'est passé avant le drame qui a touché Ellen Parsons, drame qui est peu à peu révélé par le biais de plusieurs flash-forwards (révélations sur le futur) qui ponctuent chaque épisode.
- Le grain de l'image, mais aussi la saturation des couleurs, sont bien plus prononcés dans les flash-forwards que durant les scènes se déroulant dans le passé.
- La chanson du générique est signée par The VLA et s'intitule When I Am Through with You.
- Les actrices Reiko Aylesworth et Sarah Wynter, qui jouent des rôles secondaires dans la saison 3, s'étaient déjà rencontrés dans la série télévisée 24 heures chrono.
- La star de la série, Glenn Close, et l'actrice Janet McTeer, venue dans la dernière saison, avaient déjà joué ensemble dans le film Albert Nobbs sorti en 2011. Toutes les deux ont été nommées pour l'Oscar de la meilleure actrice (Close) et l'Oscar de la meilleure actrice dans un second rôle (McTeer) pour ce film en 2012 lors de la 84e cérémonie des Oscars.
- Lors de la saison 1, les scénaristes de la série se sont abstenus de dévoiler à Glenn Close dans quelle direction allait se diriger son personnage. L’actrice découvrait ainsi les stratagèmes de Patty Hewes au dernier moment, le matin même du tournage, afin de l’empêcher d’anticiper des réactions et de trahir les sentiments des épisodes précédents[24].